# Schloss Hohentübingen

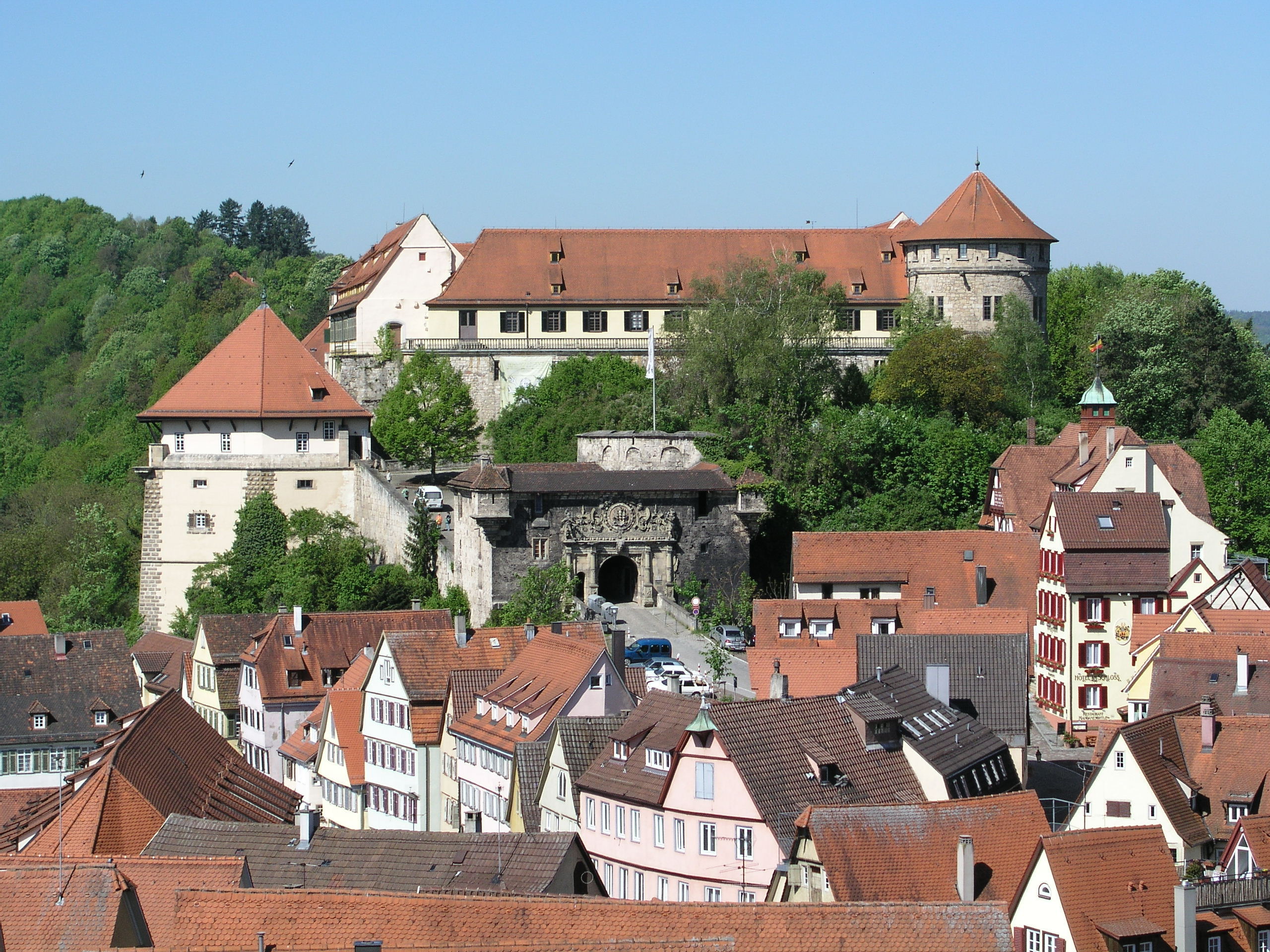
Schloss Hohentübingen

Das Schloss Hohentübingen liegt zentral in der Stadt Tübingen auf einem Bergsporn. Hier wurde ab dem 11. Jahrhundert eine mittelalterliche Burg erbaut und im 16. Jahrhundert unter Verwendung der alten Zwingermauern durch einen Neubau, eine Mischung aus Festung und neuzeitlichem Schloss ersetzt.

## Geschichte

### Mittelalter

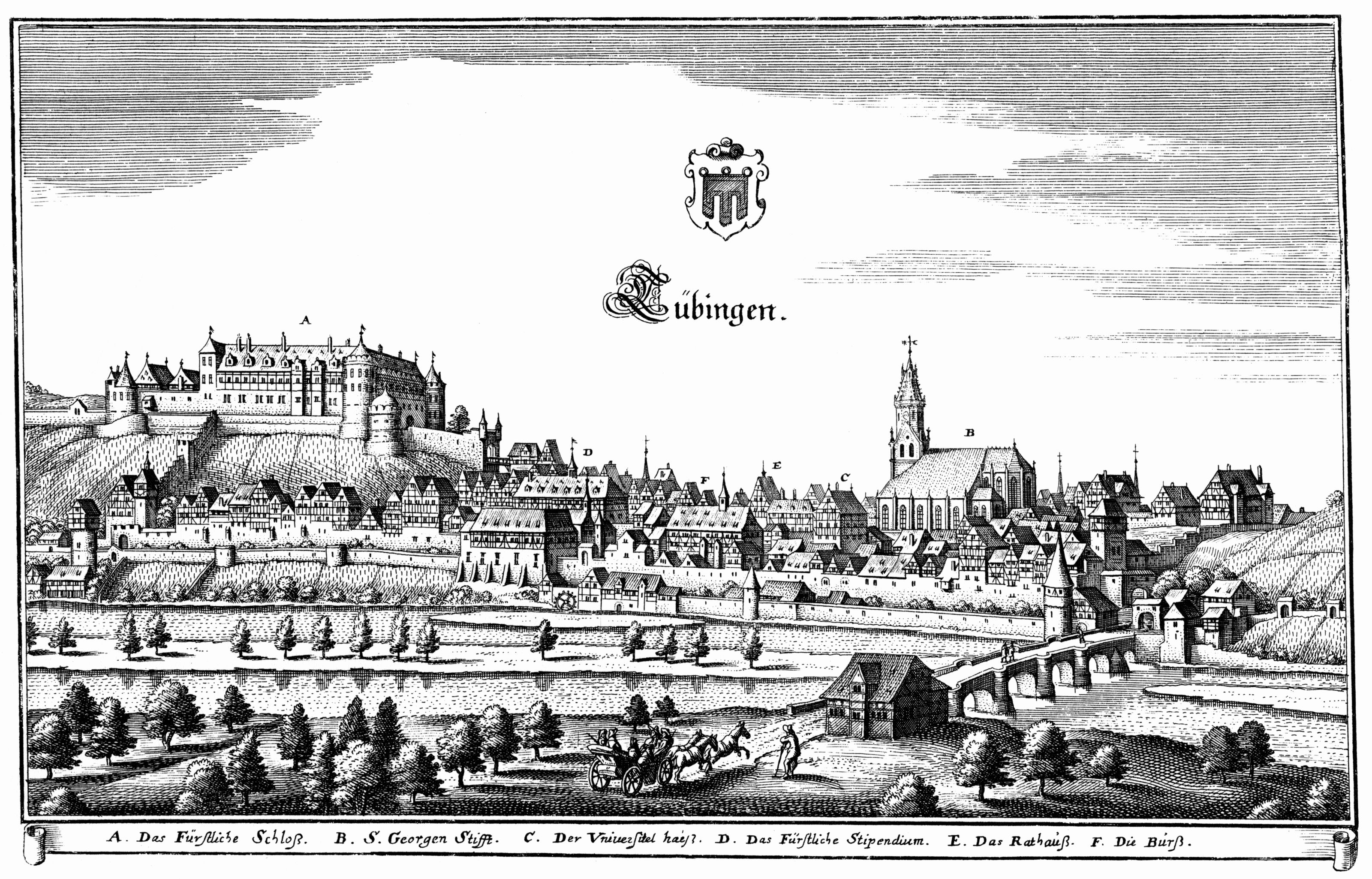
Schloss und Stadt (1643 von Merian)

Vermutlich wurde die Burg Hohentübingen um 1037 erbaut; nach Weiß wurden die „… steinernen Wälle … allerdings erst im Laufe des 12. und 13. Jahrhunderts errichtet, zuvor war die Burg nur mit Holzpalisaden umgeben.“ Im Jahre 1078 wurde das Bauwerk erstmals schriftlich erwähnt: Die Zwiefaltener Annalen beschreiben die Belagerung einer Burg „Duwingen“ durch König Heinrich IV. im Verlauf des Investiturstreites; gleichzeitig wird ein gewisser Graf Hugo III. von Tübingen in „… einer weiteren Quelle …“ erwähnt.
Eine Trierer Handschrift („gesta Trevir“) nannte den Hohentübingen, anlässlich dessen Belagerung der Erzbischof Udo von Trier starb, „Tuingia castru Alemanorium“. Andere Autoren (Sattler, Schmid) bezeichneten das Jahr der Belagerung mit 1079 oder 1080 und behaupteten, dass Burg und Stadt erobert worden seien. Die Grafen von Tübingen wurden 1081 erstmals erwähnt und 1149 durch den römisch-deutschen König Konrad III. zu Pfalzgrafen erhoben (siehe auch Pfalzgrafschaft Tübingen). 1342 verkauften die verschuldeten Pfalzgrafen von Tübingen ihre Stadt und Burg an die Grafen und späteren Herzöge von Württemberg, welche Hohentübingen neben Stuttgart oder Urach als Residenz nutzten.
Über das Aussehen der früheren Pfalzgrafenburg mit ihrer vermuteten Größe ungefähr wie der heutige Schlosshof ist nichts bekannt, einzig über deren 1178 geweihte capella, noch vor dem ersten romanischen Bau von 1191 der späteren Stiftskirche St. Georg errichtet und damit älteste Tübinger Kirche überhaupt. Denn nach 1481 „erhob Papst Sixtus IV. die Kapelle auf Betreiben von Graf Eberhard im Bart sogar in den Rang einer eigenständigen Pfarrkirche […] Doch den privilegierten Rang einer Pfarrkirche hatte die Kapelle nicht lange, schon im Jahr 1516 wurde sie wieder zur Filialkirche herabgestuft.“ Dies bedeutete auch das Ende des Tübinger Schlossstifts der Brüder vom gemeinsamen Leben an der alten Schlosskapelle, das 1482 als kleines Universitätskolleg errichtet worden war. Kapellenplatz und Baumaterial wurde dann im 16. Jahrhundert auch für den Bau der Festungs- und Schlossanlage gebraucht. Die gelegentliche Behauptung, dass einige nördliche Rundbogenfenster des Renaissance-Nordflügels von dieser alten Kapelle stammen könnten, ist nach Lage, Größe und Bauablauf ausgeschlossen: Dortige Rundbogenfenster sind das Ergebnis der Renovierung im 19. Jahrhundert neben ein paar verbliebenen Renaissance-Vorhangbogenfenstern. Baulich ging die alte Schlosskapelle in den Um- und Neubauten Herzog Ulrichs unter.

### Frühe Neuzeit
Unter Herzog Ulrich (1487–1550), von 1498 bis 1519 und von 1534 bis 1550 der dritte regierende Herzog von Württemberg, wurde ab 1507 auf den dann überwölbten doppelten Zwingermauern der alten Pfalzgrafenburg ein monumentaler Baukomplex als Festes Schloss mit vier Ecktürmen als Artillerierondellen neu errichtet. Die bis zur Wehrfähigkeit fortgeschrittenen Arbeiten ruhten zunächst ab 1519 während der Vertreibung des in Reichsacht gefallenen Herzogs. Doch „noch unter österreichischer Regentschaft wurde 1533 damit begonnen, über dem Südzwinger einen neuen Flügelbau zu errichten, und Ulrich fuhr 1534 [nach seiner Wiedergewinnung des Landes] fort mit dem großen Saalbau über dem Nordzwinger und dem Ostflügel gegen die Stadt hin. Auch nach Westen hin entstand ein Bau“. Damals entstanden unter der Leitung des hessischen Festungsbaumeisters Heinz von Lüder (Lutter), vor allem die vier Flügel um den rechteckigen Innenhof mit den vier Treppentürmen. Weitere Werkmeister waren Balthasar von Germersheim und Hieronymus Latz.
Der Südflügel – die Steinfassaden der Sockelgeschosse laut Restaurierungsbefund errichtet als verputztes, bemaltes und mit Scheinfugen überfasstes Bruchsteinmauerwerk – erhielt im Osten, aufgesetzt auf der mächtigen Zwinger-Überwölbung, als Hochparterre und mit größerer Raumhöhe die Schlosskirche, und nach Westen anschließend die Hofküchengewölbe. Unter der einheitlichen Traufhöhe des Satteldaches der Vierflügelanlage hatte im Süden dann nur noch ein Obergeschoss (im Ostflügel zwei) in Sichtfachwerk Platz. Das Innenhof-Geviert war durch die umlaufende Galerie geprägt, heute nur noch am Südflügel. Dieser war 1537 bereits fertiggestellt, wie im Fach- und Dachwerk dendrochronologische Untersuchungen ergeben haben. Bis 1550 dauerte dann noch der restliche Innenausbau. Das massive Süd-Erdgeschoss über dem Zwingergewölbe ist als einziges der vier Flügel selbst auch überwölbt: die Schlosskirche mit einer Art Holztonnengewölbe, die westlich angrenzenden Räume der ehemaligen Hofküche mit gemauerten Kreuz-, Stern- und kleinen Tonnengewölben, darüber die Holzbalkendecke mit den Obergeschossböden. Auf der noch breiteren und längeren Zwinger-Überwölbung des Nordflügels wurde der Bau des sehr großen Festsaals mit ursprünglich 67 Meter Länge, 12 Meter Breite und einer beträchtlichen Erker-Erweiterung sowie der dort im Obergeschoss untergebrachten Tafelstube erst 1534 begonnen – samt dem Ostflügel in glattem Sichtmauerwerk errichtet, unter Verwendung des qualitätvollen Werkstein-Materials von der zu diesem Zweck abgebrochenen Bebenhäuser Klosterkirche, über die nun Herzog Ulrichs Herrschaft kurzerhand verfügte. (30 Jahre später wurde das Langhaus der Klosterkirche Bebenhausen in stark verkürzter Form neu errichtet). Wesentliche Teile des Baumaterials für die erste Bauphase lieferte der allmähliche Abbruch der mittelalterlichen Pfalzgrafenburg auf dem Areal des heutigen Schlosshofes. An weiteren Schlossbauarbeiten war ab 1557 auch Blasius Berwart beteiligt.
Das Feste Schloss, „als Regierungssitz geplant und nach modernster Baugesinnung mit überwältigendem Einsatz von Mitteln und Techniken errichtet“ diente nun als Nebenresidenz zu Stuttgart und zusammen mit den Höhenfestungen von Hohenneuffen, Hohenurach, Hohenasperg, Hohentwiel sowie den Stadtfestungen Schorndorf und Kirchheim (Teck) auch als Landesfestung.
1591 wurde im Schloss unter Herzog Ludwig auf Befehl Kaiser Rudolf II. Graf Conrad von Pappenheim festgesetzt, er verstarb 1603. Herzog Friedrich I. (1593–1608) ließ Anfang des 17. Jahrhunderts Hohentübingen zusätzlich ausbauen und befestigen. Er krönte das Werk 1607 mit einem prachtvollen Portal im Stil der Renaissance, das unter anderem von Christoph Jelin gestaltet wurde. Im Anschluss an die Schlacht bei Nördlingen 1634, nach der Niederlage des schwedisch-protestantischen Heeres, wurde Hohentübingen kampflos an den Herzog von Lothringen übergeben. Die hier befindliche sehr wertvolle Herzogliche Bibliothek wurde in die Hofbibliothek nach München entführt. Im Jahr 1647 belagerte eine französische Streitmacht das Schloss Hohentübingen und sprengte dabei einen der Ecktürme. Die Festung wurde kurz darauf von der kurbayerischen Besatzung den Franzosen übergeben.

### 17./18. Jahrhunderts und das Ende der Nutzung als Residenz
Nach dem Dreißigjährigen Krieg bekam das Herzogtum von den französischen Besatzern sein Tübinger Schloss wieder zurück. Der gesprengte Südostturm wurde zwischen 1667 und 1672 durch den Neubau des niedrigeren Fünfeckturms ersetzt und die am Schloss, insbesondere an der Inneneinrichtung der nahe dem Turm gelegenen Schlosskirche, entstandenen Schäden behoben. Nur noch gelegentlich weilte jedoch der Herzog mit seinem Hofstaat auf Hohentübingen, bis schließlich im Zuge der Verlagerung der Stuttgarter Herzogsresidenz ab dem Jahre 1709 in die neue Residenzstadt Ludwigsburg auch das Tübinger Schloss seine wehrtechnisch nicht mehr zeitgemäße Festungsfunktion und die Bedeutung als Nebenresidenz einbüßte. Mit der Errichtung eines astronomischen Observatoriums im Jahr 1752 auf dem Nordost-Turm deutete sich eine neue, und zwar wissenschaftliche Nutzung der Schlossanlage an. Ab 1798 wirkte hier Johann Gottlieb Bohnenberger als Professor. Er baute die völlig neue Württembergische Landesvermessung mit dem Schlossturm als kartographischem Fundamentalpunkt von Württemberg auf. Die Sternwarte bestand in Teilen noch bis 1955, als eine neue in der Nordstadt gebaut wurde.

### 19. Jahrhundert: Übertragung an die Universität
Nach der Einrichtung des Observatoriums wurde 1804/1816 das Schloss Hohentübingen vom Haus Württemberg vollständig und förmlich der Universität Tübingen übertragen. Als Chemielaboratorium wurde im westlichen Teil des Südflügels in den Hochparterre-Räumen der ehemaligen Schlossküche, mit explosionssicherer Trennwandverstärkung zur angrenzenden Schlosskirche, der einzig steingewölbte und mit leistungsfähigen Feuerstätten und eigenem Brunnen versehene Schlossbereich hergerichtet. Es folgten Physiklaboratorien, mineralogische, geologische, archäologische und völkerkundliche Institute mit ihren Lehr- und Schausammlungen samt Forschungs- und Lehrbetrieb, von 1819 bis 1912 zusätzlich die stetig wachsende Universitätsbibliothek samt dem Universitätsarchiv.

### 20. Jahrhundert und heutige Nutzung
In der Zeit des Nationalsozialismus wurde im Schloss ein Lehrstuhl für Rassenhygiene eingerichtet. Nach dem Zweiten Weltkrieg wurden Teile des Schlosses für kurze Zeit durch die französischen Besatzungstruppen als Kaserne und Gefängnis genutzt. Von 1821 bis 1968 gab es also mehrere wechselnde Nutzungen des Schlosses vor allem durch die Universität. Von 1970 bis 1994, beginnend mit dem Haspelturm, dauerte dann die in zwei Abschnitte (West- und Südflügel; Nord- und Ostflügel) aufgeteilte und tatsächlich erste grundlegende Sanierung der monumentalen Anlage seit fast fünfhundert Jahren mit Kosten von 43 Millionen DM. „Die Anlage beherbergt Institute der Universität Tübingen, deren Nutzungsanforderungen das Gebäude nicht mehr gewachsen war. Insbesondere die Lasten aus Lehrmittelsammlungen und Bibliotheken überforderten die alten Konstruktionen. Neben Schäden am Holz und am Mauerwerk waren strukturelle Schwächen der alten Konstruktion und die nachteiligen Folgen früherer Umbauten zu beheben.“ Die noch aus der Bauzeit stammende Obergeschoss-Ebene des Südflügels musste zur statisch-konstruktiven Sicherung und aus Brandschutzgründen durch eine Massivdecke ersetzt werden, sodass die Erdgeschoss-Deckenwölbungen der Schlosskirche und der angrenzenden Räumlichkeiten „ohne unzuträgliche Auflasten erhalten bleiben“ konnten. Dies dient seither der Sicherung des in Sichtfachwerk renovierten Obergeschosses, der überdeckten Hofgalerie und der jetzt erstmals möglichen Nutzung auch des gewaltigen Dachraumes der Vierflügelanlage. Seither wird das Schloss vollständig durch über fünfzig wissenschaftliche Sammlungen und viele Lehr-, Forschungs- und Bibliotheksräume kulturwissenschaftlicher Fachbereiche belegt und ist im Museum der Universität Tübingen mit ur-, vor- und frühgeschichtlichen Artefakten, zum Beispiel der oberschwäbischen Pfahlbauten und der Eiszeit-Welterbestätten der Schwäbischen Alb, für die Öffentlichkeit zugänglich.

## Schlosskirche
Speziell über den Bau der Schlosskirche sind im Rahmen des Festungs- und Schlossbaus zwischen 1507 und 1550 keine Urkunden, Pläne und Aufzeichnungen bekannt. Auch die der relevanten Fachliteratur zugrunde liegenden älteren Quellen und Nachweise lassen bei ihrer Ausrichtung auf den Festungsbau sowie die Landes-, Stadt- und Universitätsgeschichte nicht erkennen, dass zur Bau- und Nutzungsgeschichte der Tübinger Schlosskirche tiefer geforscht und publiziert worden wäre. Allerdings wird sie in Quellen und Forschungen zum Herzoglichen Stipendium, dem heutigen Evangelischen Stift, spätestens seit 1688, mit Wiederaufnahme der sonntäglichen Gottesdienste in der nach der Turmsprengung von 1647 wiederhergestellten Kirche, bis zum Beginn des 19. Jahrhunderts als Predigtstätte von höhersemestrigen Stipendiaten erwähnt. Die zunächst privilegiert für die Stipendiaten des Stifts seit 1688 mögliche Nutzung der Schlosskirche zur Einübung guter Predigtpraxis in öffentlichen Sonntagsgottesdiensten wurde 1815 auch für andere künftige Pfarrer (Ausländer – Theologiestudenten von außerhalb Württembergs; oppidani – „Stadtstudenten“) geöffnet. Die Schlosskirche ist nämlich seit der Gründung der Evangelischen Predigeranstalt deren Gottesdienstraum. Zunächst als privater Verein, seit 1826 als Universitätsinstitut geführt, ist die Predigeranstalt innerhalb der Evangelisch-Theologischen Fakultät dem Lehrstuhl für Praktische Theologie mit dem Schwerpunkt Homiletik zugeordnet. In die Regelmäßigkeit des gottesdienstlichen Tübinger Gemeindelebens ist die Schlosskirche jedoch längst nicht mehr einbezogen. Nur die Reparatur der Kapelle und ihres Holztonnengewölbes nach dem Explosionsschaden von 1647, die Bilderausstattung von 1715 und am Ende des 19. Jahrhunderts die „Raumdrehung“, Renovierung und der Zugewinn des angrenzenden Raums als Sakristei sind archivalisch belegt.
Neben den bis zur Jahrtausendwende aufgelaufenen Referenzen zur Hohentübinger Baugeschichte, bieten aus dem Tübinger Universitätsbauamt einige Planzeichnungen des 19. und der letzten Bauarbeiten Ende des 20. Jahrhunderts Ansatzpunkte für eine baugeschichtliche Interpretation der Schlosskirche. „Die Überwölbung dieser beiden Zwinger und damit die Schaffung der heute noch existierenden großen unterirdischen Räumlichkeiten war erst die Voraussetzung für die Erstellung des Nord- und Südflügels. [… Auch der] neckarwärts stehende Zwinger wurde überwölbt und auf Veranlassung von Erzherzog Ferdinand von Österreich zwischen 1525/33 mit dem südlichen Schloßflügel, dem ‚Neuen Bau‘, überbaut“. Die kirchenpolitischen Datierungen (in der Tübinger Stiftskirche: 2. September 1534 die erste evangelische Predigt; 7. März 1535 Messe abgeschafft; 21. März 1535 Palmsonntag: erstes Abendmahl „in beiderlei Gestalt“) sind zusammen mit dendrochronologischem Befund und Angaben zum Baufortschritt hilfreich zur Eingrenzung des Alters der Schlosskirche auf „um 1535“. Die Schlosskirche stellt somit seit bald fünfhundert Jahren unauffällig ein bauliches und inhaltlich als Kirche genutztes Kontinuum dar. Sie wird nach den neuesten Forschungen noch etwas ungenau „um 1535“ datiert und ist damit sehr wahrscheinlich die erste und älteste protestantische Kirche überhaupt seit der Reformation, demnach ungefähr acht Jahre vor der Schlosskapelle Neuburg an der Donau und neun Jahre vor der seit Jahrhunderten entsprechend hervorgehobenen Torgauer Schlosskapelle von Schloss Hartenfels, von Martin Luther im Jahre 1544 noch persönlich eingeweiht.
Der zunächst fast 240 Personen fassende Raum mit 25,70 Meter Länge und hinter starken Wehrmauern noch mit 8,10 bis 8,18 Meter lichter Breite und 4,97 Meter Höhe, ist von den riesigen Kellergewölben abgesehen flächenmäßig der zweitgrößte der gesamten Anlage (nach dem Festsaal, noch vor der fürstlichen Tafelstube im Obergeschoss des Nordflügels). Erhellt wird er beidseitig durch fünf tief im Mauerwerk liegende Süd- und vier Nordfenster, das östliche der Südfenster ausgebildet als Zwillingsfenster in weiter Nische zur besseren Belichtung der früher im Osten platzierten Kanzel und des Altarbereichs. Mit gut 208 Quadratmeter Grundfläche ist die Tübinger Schlosskirche etwas größer als die von Herzog Ulrichs Nachfolger Christoph 1562 als Querkirche gebaute Schlosskirche von Stuttgart, die allerdings bei größerer Raumhöhe noch mit Emporen ausgestattet wurde. Das Tübinger Innere hat als neuer Kirchenbautyp der Predigtkirche seine räumliche Längsausrichtung – mit der Kanzel an einer Schmalseite, darunter und davor der Steinaltar – seit der Bauzeit beibehalten, wenn auch 1886 bei der ersten Schlosssanierung und Optimierung des Gebäudekomplexes zu universitärer Nutzung im Innenraum der Schlosskirche eine Umkehr der Raumausrichtung um 180 Grad, von West-Ost nach Ost-West, und eine kleine Sitzplatzerweiterung des wohl historischen Gestühls vollzogen wurde. Dies ergeben die Erdgeschosspläne des Königlichen Bezirksbauamtes Tübingen von 1849, des Umbau-Antrags vom 1. Dezember 1885, der Generalsanierung im 20. Jahrhundert und der aktuelle Bestand. Die Kirche wurde 1886 im Zusammenhang mit der „Raumdrehung“ mit gobelinartiger Illusionsmalerei im Wanddekor neugotisch gestaltet und auf einer kleinen Empore, erstmals im Osten, mit der wohl zweiten Orgelgeneration ausgestattet. Die nach 1647 als Spiegelgewölbe errichtete Holzkassettendecke im Übergangsstil von der Renaissance zum Barock verleiht seither dem Kirchenraum zusammen mit der umlaufenden Holz-Lambris und dem Gestühl eine sehr gute Sprach- und Musikakustik. Aus der Bauzeit der Kirche ist der steinerne Renaissance-Altar vorhanden. Auch die Holzkanzel trägt Renaissance-Stilelemente vom Steinsockel über die hölzerne edle Wendelsäule, den Kanzelkorb bis zum Schalldeckel. Am Beginn des 18. Jahrhunderts wurden erstmals vier großformatige Barockgemälde mit biblischen Szenen in die bis dahin gemäß Herzog Ulrichs Bilderverbot sehr schlichte, bilder- und skulpturenlose Kirche gehängt, darunter aus dem Jahr 1715 Jesu Kreuzigung und Auferstehung von Johann Emanuel Schleich.

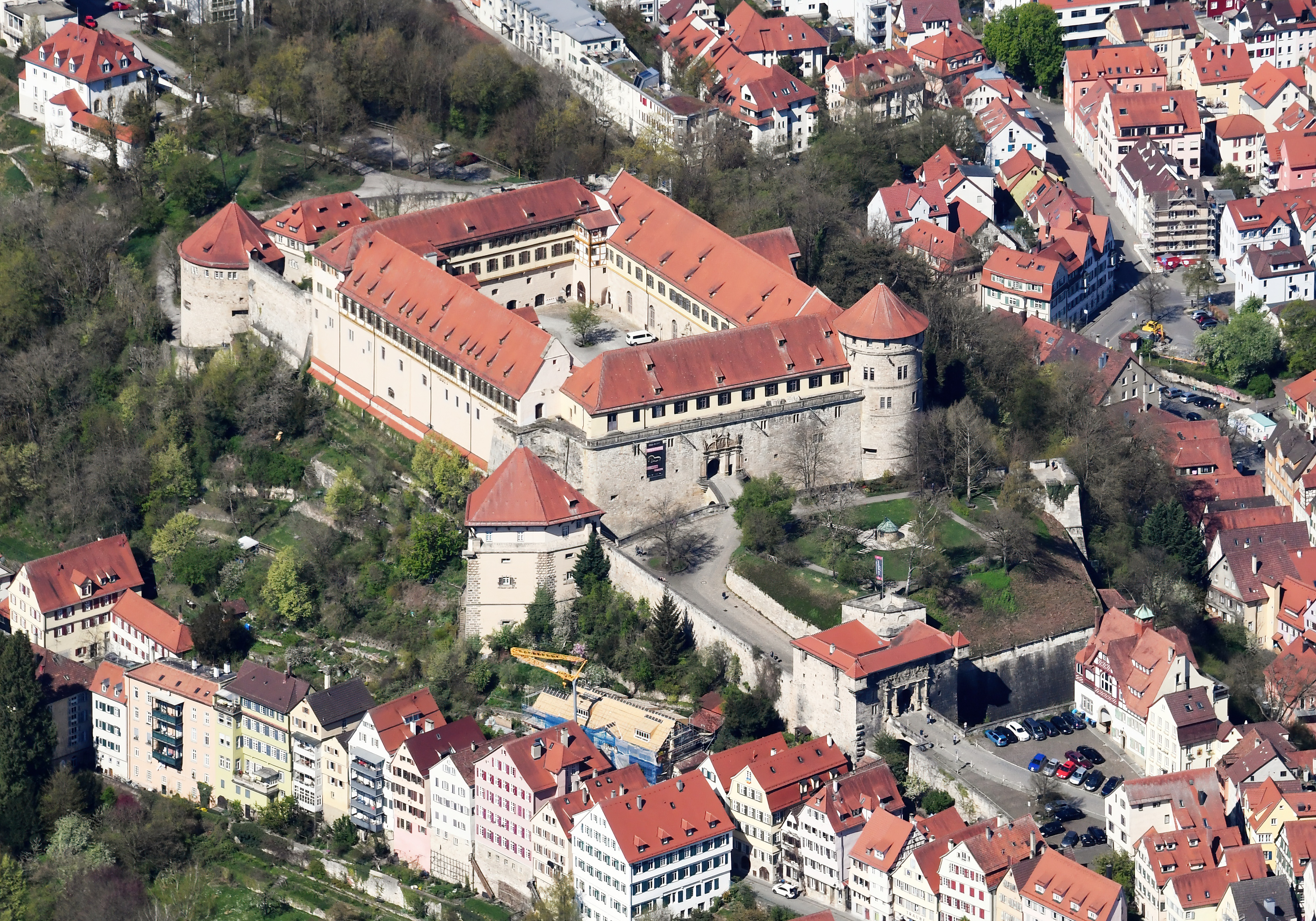
Luftbild des Schlosses
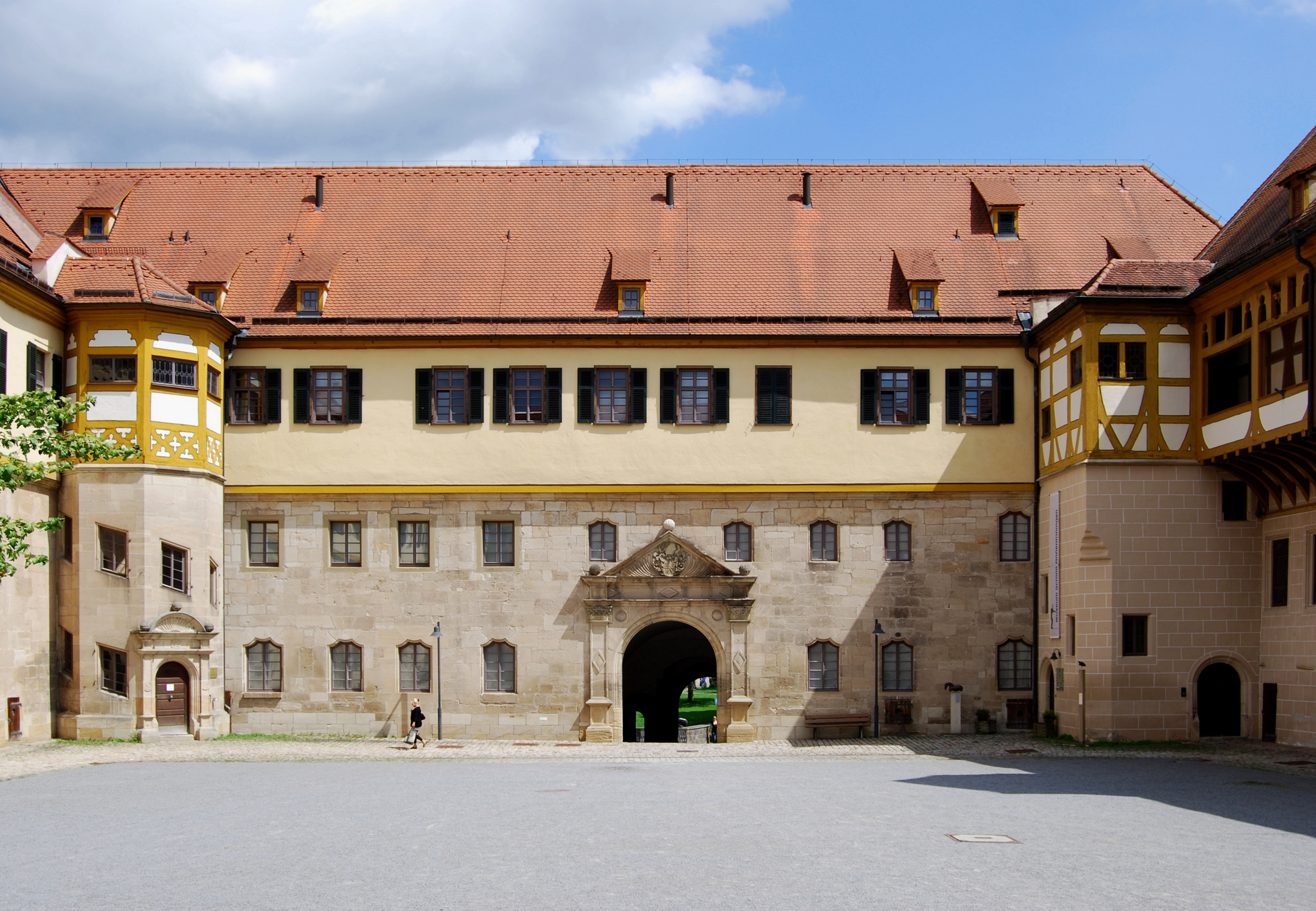
Schlosshof
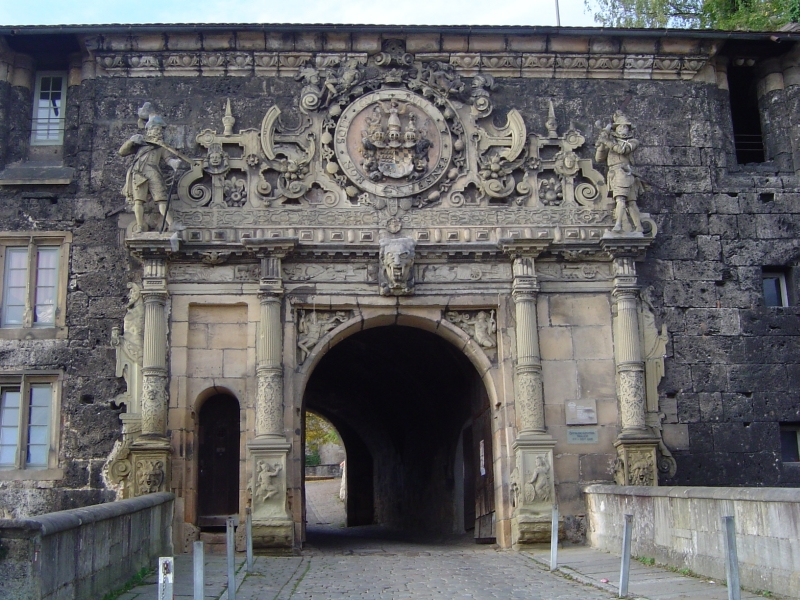
Torportal des Schlosses
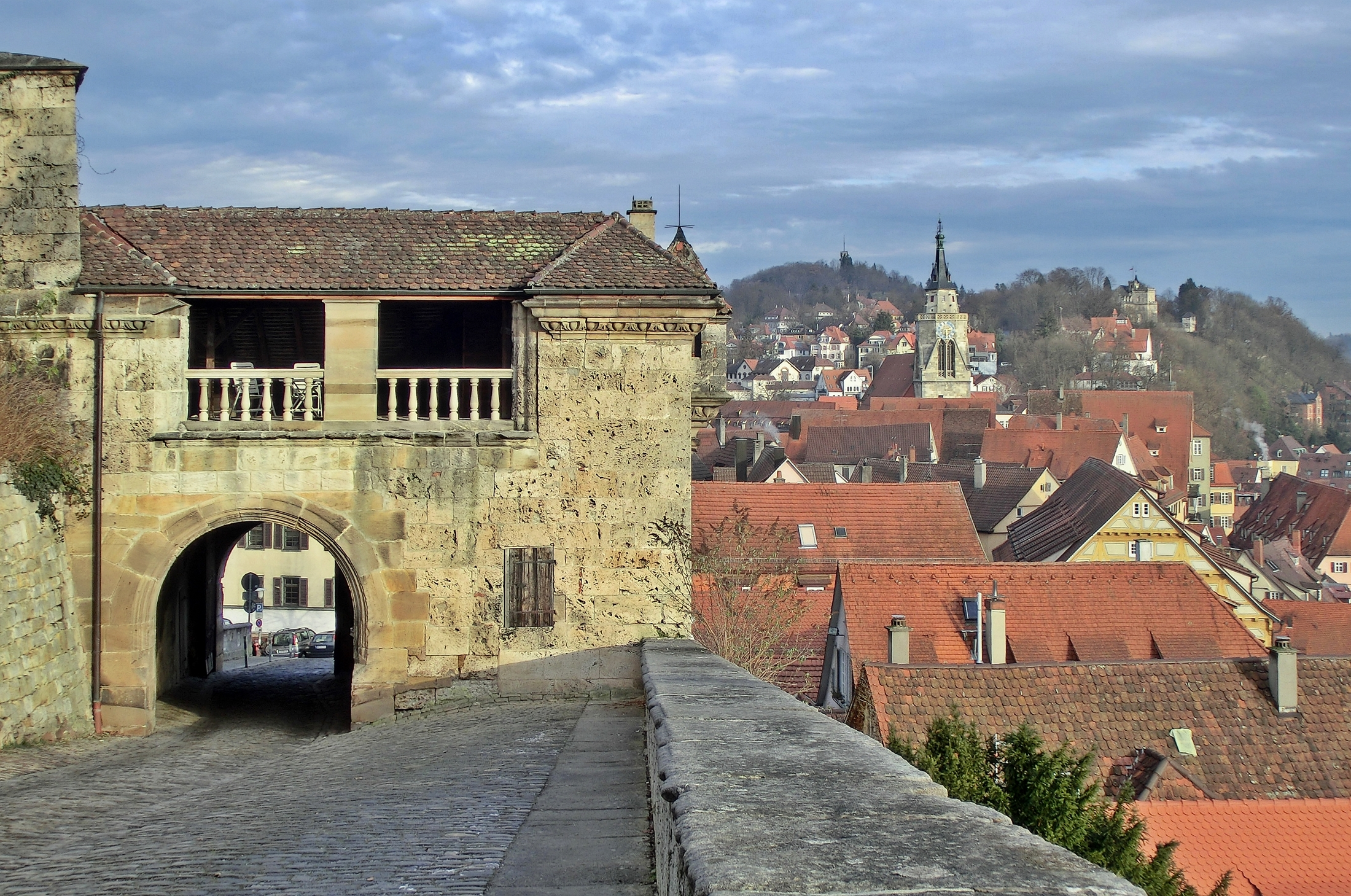
Unteres Schlosstor und Blick auf die Altstadt

## Schlosslabor
1818–1846 befand sich direkt neben der Schlosskirche das weltweit erste biochemische Laboratorium. 1846–1886 wurde dieses Labor nun der Zoochemie – Chemisch-Physiologisches Labor von Prof. Hoppe-Seyler und Miescher – zugeschlagen (dort: 1869 Entdeckung des Nuclein/DNA, siehe auch Hinweistafeln am alten Laboreingang). „Als 1887 […] das Physiologisch-chemische Institut den längst überfälligen Neubau erhielt, wurde das bisherige ‚Schlosslaboratorium‘ in der ehemaligen Schlossküche frei. Der an die Schlosskirche anstoßende chemische Hörsaal wurde der Evangelischen Predigeranstalt zugeteilt, die übrigen Räume für die Bibliothek hergerichtet.“

## Weitere Räumlichkeiten

### Gewölbekeller
Der durch Einwölbung geschlossene Zwischenraum der ehemaligen äußeren und inneren Zwingermauern bildet im Süden einen mächtigen 49 Meter langen Gewölbekeller. Noch länger und breiter ist der Keller unter dem Fest- oder Rittersaal des Nordflügels. Er enthält auch den Fasskeller mit dem Tübinger Riesenfass aus dem Jahre 1549 und seinem Fassungsvermögen von 84.000 Litern. Johann Wolfgang von Goethe verewigte sich bei einem Besuch im Jahre 1797 im Schloss auf dem großen Fass mit dem süffisanten Satz: „Hätten die Schwaben nicht ihren Wein, sie wären zu höherem bestimmt.“

### Ehemalige herzogliche Gemächer
Im östlichen Südflügel sind die ehemaligen Fürstenzimmer (mit repräsentativem Portal von 1537 und Direktzugang zur darunter liegenden Schlosskirche) seit Ende des 20. Jahrhunderts als Rats- und Sitzungszimmer eingerichtet, der Ostflügel – und darin auf dieser Ebene früher die weiteren herzoglichen Wohnräume – beherbergt heute museale Ausstellungsräume.

### Festsaal und Tafelstube
Der Bau des Nordflügels und seines sehr großen Festsaals mit fast 57 Meter Länge, 12 Meter Breite und einer beträchtlichen Erker-Erweiterung sowie der dort im Obergeschoss untergebrachten fürstlichen Tafelstube wurde erst 1534 begonnen. Im 19. Jahrhundert durch die Universitätsbibliothek belegt, enthält er heute die bedeutende archäologische Abgusssammlung des Universitätsmuseums.

## Museum der Universität Tübingen MUT
Das Schloss beherbergt das 1994 eingerichtete und seit 1997 der Öffentlichkeit zugängliche Museum Alte Kulturen und das Museum WeltKulturen. Beide sind Teil des Museums der Universität Tübingen (MUT). Die Universität Tübingen zeigt dort einen Ausschnitt der universitären Lehrsammlungen der Älteren sowie der Jüngeren Urgeschichte, Ägyptologie, Altorientalistik, Klassischen Numismatik, Ethnologie und Klassischen Archäologie (Abguss- und Originalsammlung).
Das MUT beherbergt als einziges universitäres Museum weltweit Artefakte aus zwei verschiedenen UNESCO-Welterbestätten. Im Besitz der Sammlung der Jüngeren Urgeschichte befinden sich Artefakte aus Feuchtbodensiedlungen, die seit 2011 Teil des UNESCO-Welterbes Prähistorische Pfahlbauten um die Alpen sind. Teil der Sammlung der Älteren Urgeschichte sind die ältesten erhaltenen figürlichen Kunstwerke und Musikinstrumente der Menschheit – Figuren aus Mammutelfenbein und Fragmente von Knochenflöten. Diese stammen aus der Vogelherdhöhle in der Schwäbischen Alb, die seit 2017 Teil des UNESCO-Welterbes Höhlen und Eiszeitkunst im Schwäbischen Jura sind. In Sonderausstellungen berichten die einzelnen Abteilungen zudem von ihrer Arbeit, von wichtigen Neufunden und aktuellen Forschungsergebnissen. Ferner werden allgemein relevante Wissenschafts- sowie kulturgeschichtliche Ausstellungen präsentiert.
Für Gruppen von Kindern, Jugendlichen und Erwachsenen werden Workshops wie beispielsweise eine Steinzeitwerkstatt zu Themen wie Hieroglyphen, antiker Kleidung oder Tätowierung in Kursen angeboten. Der Rittersaal mit der Abgusssammlung wurde zu einer beliebten Stätte für Dichterlesungen, Musikmatinees und Empfänge. Im Schlosslabor in der ehemaligen Schlossküche, dem ersten biochemischen Labor weltweit, wurde u. a. von Friedrich Miescher im Jahr 1869 das „Nuklein“, die DNA-Substanz, entdeckt. Der Raum mit den Renaissancegewölben ist seit November 2015 ein kleines, frei zugängliches Museum zum Thema Biochemie.

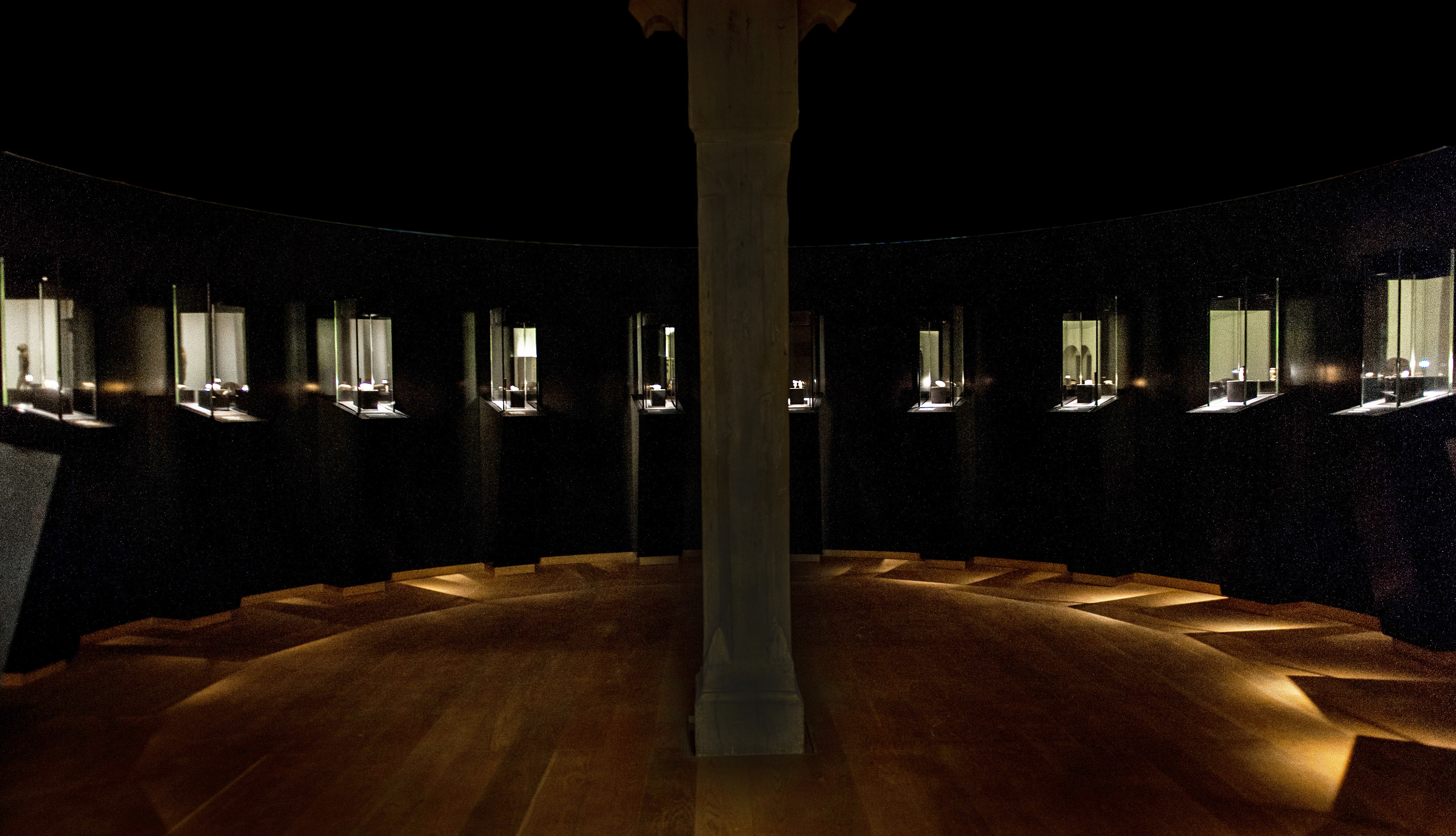
Museum Alte Kulturen, Ausstellungsraum mit Eiszeitkunst und -musikinstrumenten, Sammlung der Älteren Urgeschichte im MUT
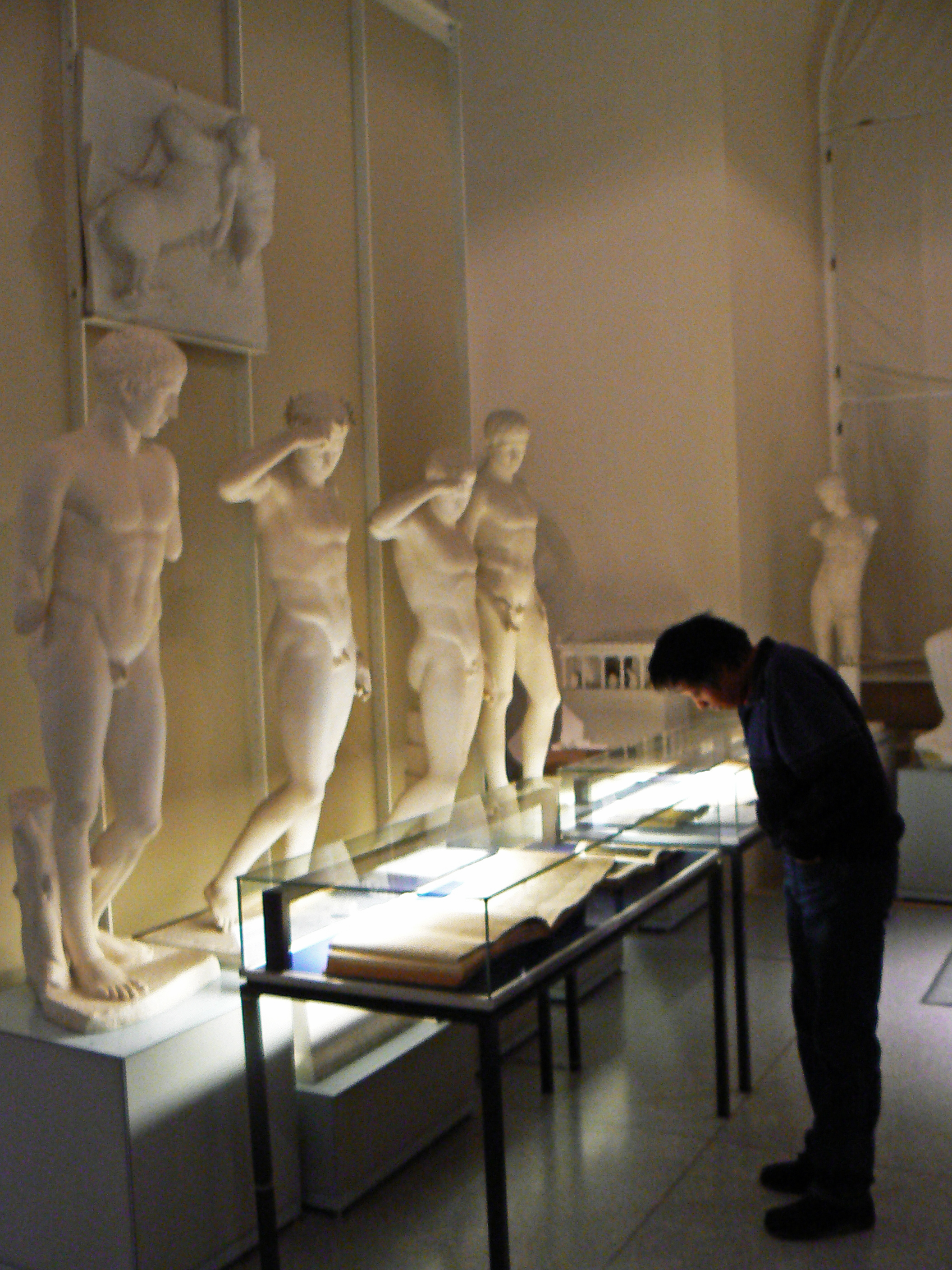
Vitrinen und Statuen in der Abguss-Sammlung im MUT